# Filip IV Hinckaert
Filip IV Hinckaert, heer van Steenokkerzeel, Lelle en Nederokkerzeel († 12 januari 1549 n.s.) was een Brabants edelman uit het geslacht Hinckaert. Hij was mondschenk van Filips II van Spanje en burgemeester van Brussel.

## Leven
Zijn ouders waren Filip III Hinckaert en diens eerste vrouw Helena van Bernage. Na de dood van zijn vader werd hij op 10 januari 1506 beleend met diens bezittingen. Over de verdeling bestond betwisting met zijn stiefmoeder Geertruid van der Vucht. Op 30 april 1507 won Hinckaert een proces voor het Leenhof van Brabant over het leengoed van Lelle. Daarna bekwam Van Vucht dat de schepenbank van Brussel haar de helft van het vruchtgebruik over het Hof van Lelle toekende. Hinckaert vocht dit aan voor de Raad van Brabant. Hij meende dat de schepenbank onbevoegd was omdat Lelle een leengoed was, maar de Raad volgde hem niet en oordeelde rond 1515 dat het om een eigengoed ging. Ondertussen had hij in 1511 het Kasteel ter Ham verkocht aan Karel van Lannoy.
Hinckaert trouwde op 27 januari 1508 met Hedwige van Os, een dochter van de Bossche burgemeester Willem van Os. In 's-Hertogenbosch werd hij lid van de Illustre Lieve Vrouwe Broederschap. Op 13 juni 1514 werd hij toegelaten tot het Brusselse geslacht Serroelofs. In 1527 werd hij geridderd.
In 1537 stelden de Staten van Brabant Hinckaert aan om toezicht te houden op de besteding van een bede. Hij was schepen van Brussel (meermaals tussen 1515 en 1524) en burgemeester (in 1538, 1540, 1543, 1545 en 1548). Zijn bezittingen hadden te lijden onder de Brabantse plundertocht van Maarten van Rossum tijdens de Gelderse Oorlogen (1542-1543). Twee van zijn molens werden platgebrand. Hij werd schadeloos gesteld door keizer Karel V.
Op Hinckaerts rustplaats in de Sacramentskapel van de Brusselse Sint-Goedelekerk, waarvan hij fabrieksmeester was geweest, was een grafschrift aangebracht dat aanhief met het familiedevies: Recht gaet Hinckaert (een verwijzing naar een manke voorouder die genezen was).

## Familie
Met Hedwige van Os had Hinckaert zes kinderen:
- Frans Hinckaert († 1580), heer van Lelle en Ter Brugge, getrouwd met Joanna Schooff
- Helena Hinckaert, getrouwd met Jacques de Bregilles
- Margareta Hinckaert, abdis van Maubeuge
- Anna Hinckaert, priores van Hertoginnedal († 12 augustus 1572)
- Willem Hinckaert, getrouwd met Isabella Lopez
- Filip V Hinckaert († 1 december 1558), heer van Moorsel, drossaard van Gorcum

## Voetnoten
1. ↑  Ze overleed op 28 januari 1557 n.s. en is op het grafschrift vermeld als Hadewycke van Osse.